# ガバナーズ・ボール・ミュージック・フェスティバル
ガバナーズ・ボール・ミュージック・フェスティバル（Governors Ball Music Festival）は毎年6月前半に、アメリカ合衆国ニューヨークのランドールズ・アイランドで開催される音楽フェスティバル。一般的にガバナーズボール（Governors Ball）と簡略化されて呼称される。運営はFounders Entertainment。ロック、エレクトロニック、ヒップホップ、インディー、アメリカーナ、ポップ、フォークなどのアーティストが出演するオールジャンルのフェスティバルである。

## 概要
2011年6月18日、ニューヨークのガバナーズ・アイランドで第1回ガバナーズボールが開催された。この一日限りのフェスティバルには、Girl Talk、Pretty Lights、Empire of the Sunが出演した。ガバナーズボール2011は、ガバナーズアイランドで行なわれたイベントの過去最高観客動員数を記録した。2012年の第２回はニューヨークのランドールズ・アイランドに会場を移し、2日間の開催となった。以降、ガバナーズボールの会場はランドールズ・アイランドに固定されている。

## ギャラリー

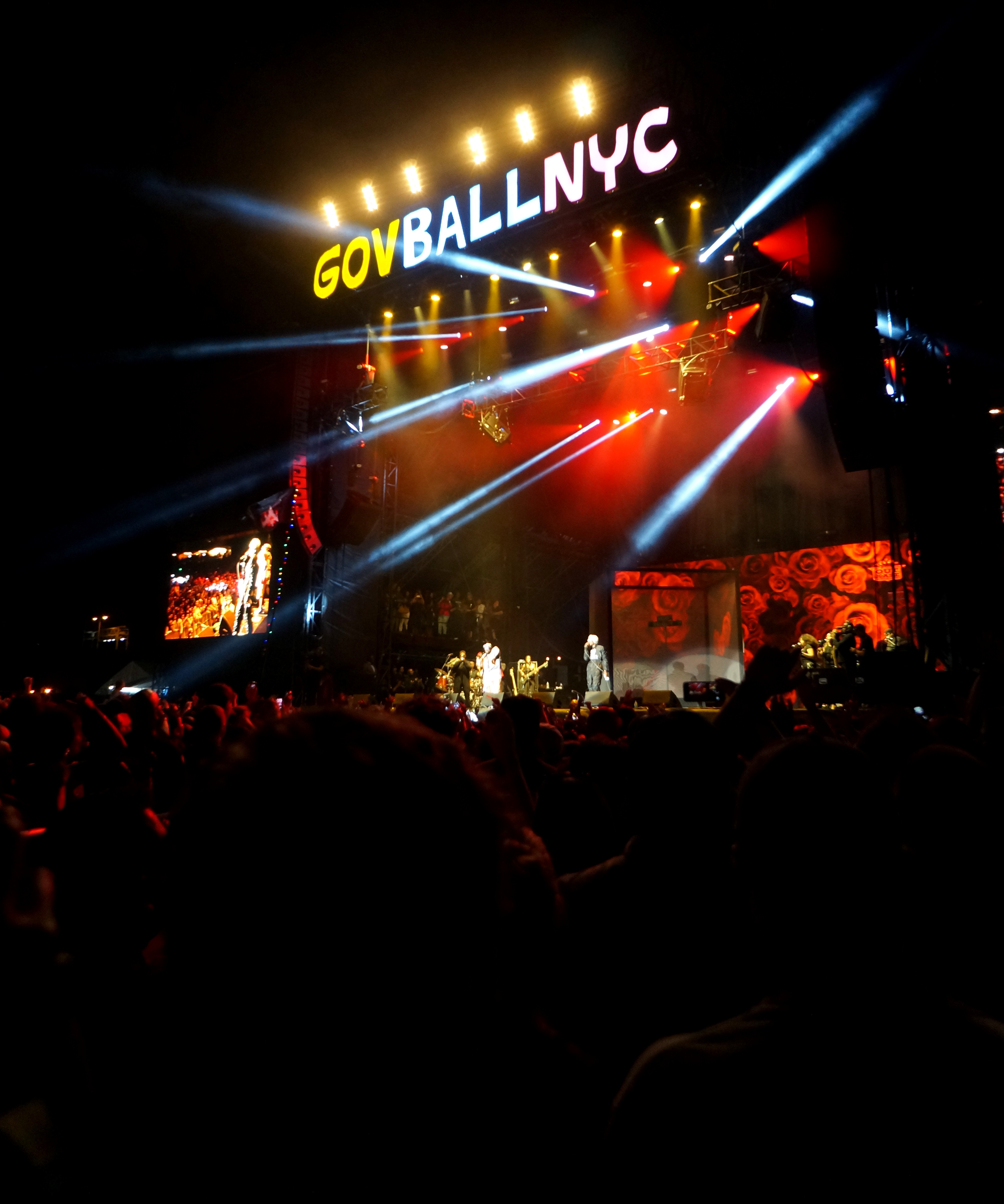
2014
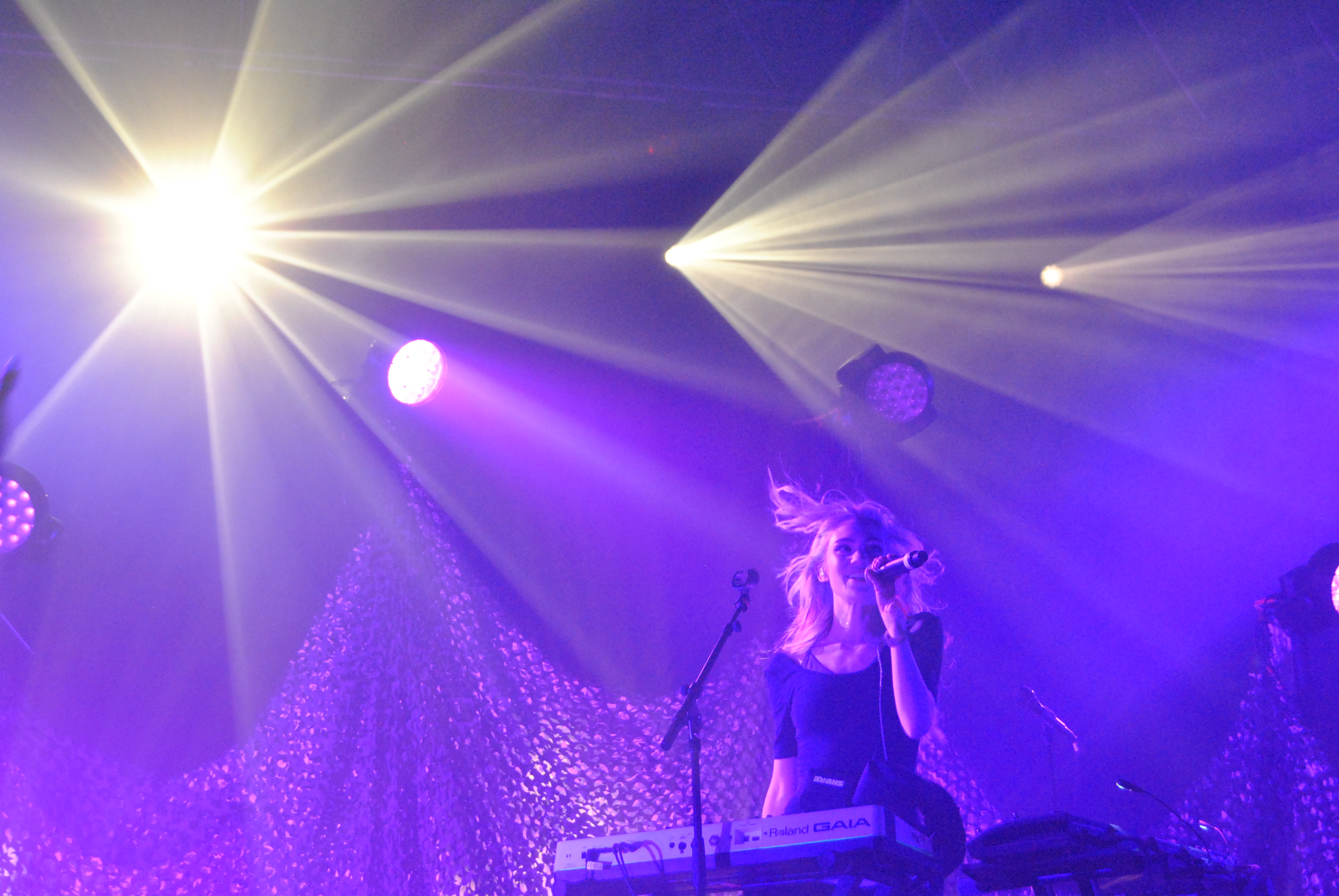
2014
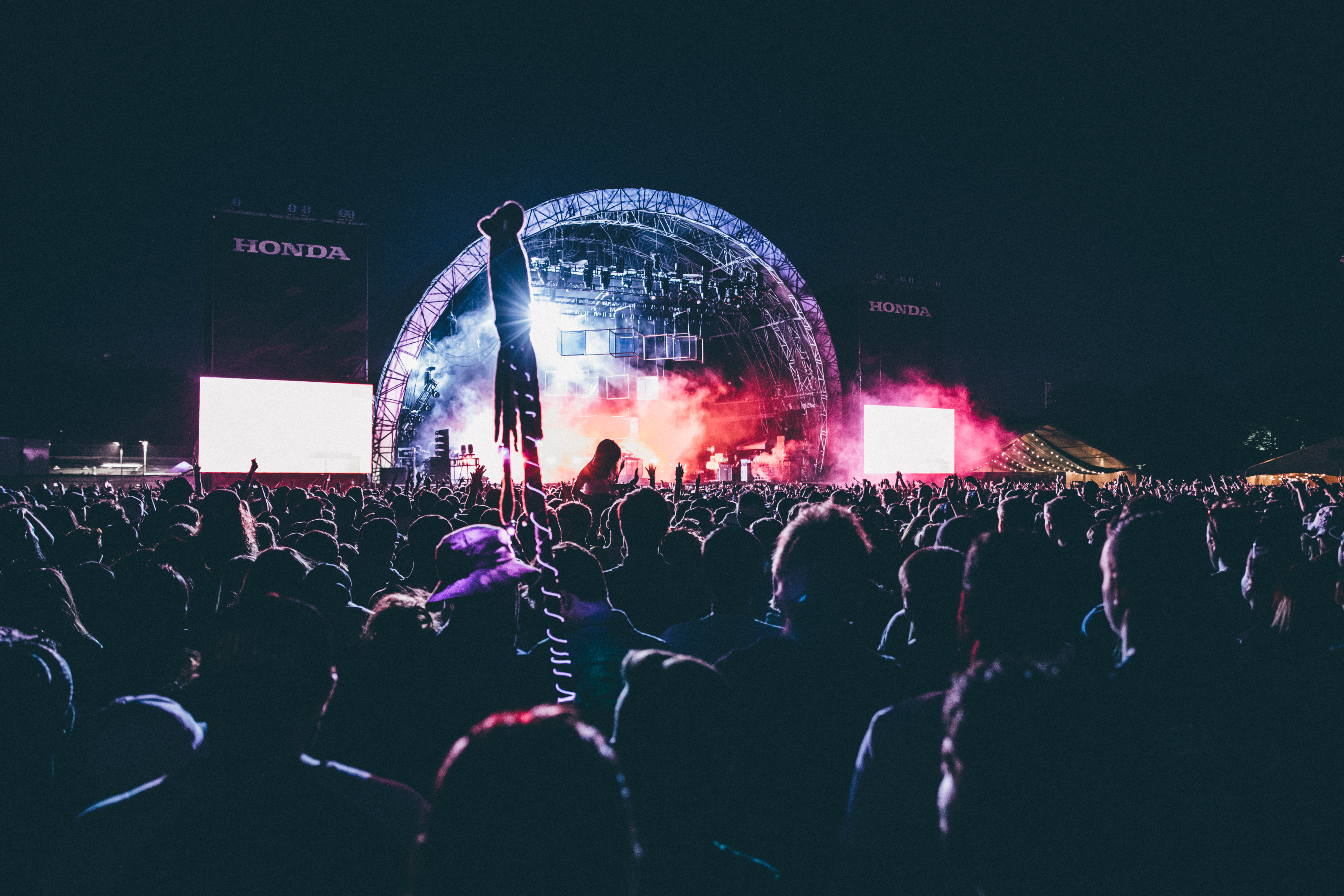
2017
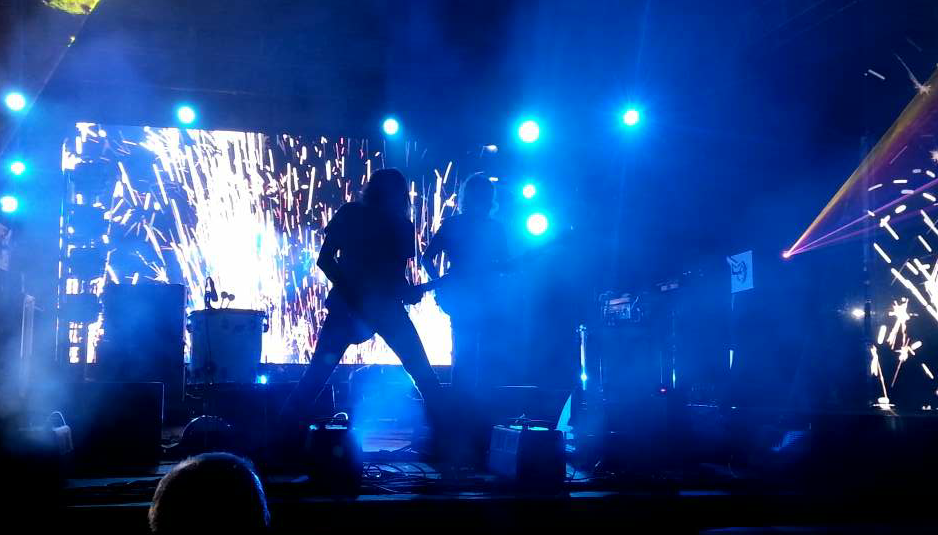
2015